# Melina Furman
Melina Furman (Argentina, 18 de julho de 1975 — 6 de setembro de 2024) foi uma educadora, escritora, divulgadora científica, bióloga e pesquisadora argentina do CONICET. Escreveu vários livros, entre os quais destacam Enseñar distinto. Guía para innovar sin perderse en el camino e Guía para criar hijos curiosos. Foi declarada Personalidade Destacada em Educação da Cidade Autónoma de Buenos Aires pela Legislatura Porteña. Foi membro da equipe do evento TEDxRíodelaPlata e foi fundadora, em parceria, de projetos de inovação educativa como Expedição Ciência, Clubes TED-Ed Argentina e O Mundo das Ideias.

## Formação acadêmica
Obteve a licenciatura em ciências biológicas pela Facultad de Ciencias Exactas y Naturales da Universidade de Buenos Aires (UBA) e um mestrado e o doutorado em Educação pela Universidade de Columbia.

## Trajetória profissional
Melina Furman foi uma das fundadoras da associação Expedición Ciencia, dos Clubes TED-Ed Argentina, da organização El mundo de las Ideas e conduziu o programa La casa de la ciencia no canal de televisão Paka Paka. Também coordenou o curso de Inovadores Educativos no Centro de Implementación de Políticas Públicas para la Equidad y el Crecimiento (CIPPEC), a equipe de especialistas de PLANEA (Nueva Escuela Secundaria de Unicef), a área de Ciências Naturais do Instituto Nacional de Formação Docente (INFD, Ministerio de Educación de Argentina) e a equipe de Ciências de Escolas do Bicentenario (IIPE-UNESCO). Ademais foi membro da equipe de TEDxRíodelaPlata.
Furman ministrou várias conferências TEDx, entre elas Perguntas para pensar, Aprender em casa, Cérebros em rede e chips, e Ensinar a ter ideias maravilhosas. Também, participou em ciclos como Aprendemos Juntos e Aprender de grandes.
Foi professora na Escuela de Educación da Universidad de San Andrés (UdeSA) e codirigiu a Especialização em Educación en Ciencias Naturales na mesma instituição.

## Prêmios e reconhecimentos
- 2021 - Declarada Personalidade Destacada da Ciudade Autônoma de Buenos Aires no campo da Educação pela Legislatura portenha.[20]
- 2020 - O livro Enseñar distinto, de Melina Furman, editado por Siglo XXI editores, recebeu o Prêmio ao Livro de eduação pela Fundação do Livro da Argentina.[21]
- 2019 - Aprender ciencias en el Jardín de Infantes, de Melina Furman, Diana Jarvis, Mariana Luzuriaga y María Eugenia G. T., editado por Aique Grupo Editorial, recebeu o Prêmio ao Livro de eduação pela Fundação do Livro da Argentina.[21]
- 2013 - Recebeu o prêmio para pesquisar criatividade na educação em ciência junto de Donald Gray, Maria Eugenia Podesta e Jason Beech.
- 2006 - La ciencia en el aula. Lo que nos dice la ciencia sobre cómo enseñarla, de Gabriel Gellon, Elsa Rosenvasser Feher, Melina Furman y Diego Golombek, Paidós, recebeu o Prêmio ao Livro de eduação pela Fundação do Livro da Argentina.[21]

## Publicações
- 2009 - La aventura de enseñar ciencias naturales
- 2019 - Guía para criar hijos curiosos: ideas para encender la chispa del aprendizaje en casa
- 2019 - La ciencia en el aula. Lo que nos dice la ciencia sobre cómo enseñarla
- 2021 - Enseñar distinto: Guía para innovar sin perderse en el camino
- 2022 - Las preguntas educativas entran a las aulas
- 2024 - Curiosidad extrema. Experimentos para entrenar los superpoderes de tu cerebro